# スプラッシュ (映画)
『スプラッシュ』（Splash）は、1984年のアメリカ映画。ロン・ハワード監督。現代のニューヨークを舞台に、青年と人魚の恋を描くファンタジー・ラブストーリー。
ウォルト・ディズニー・カンパニーの映画部門として設立されたタッチストーン・フィルムにとっては第1作目となった作品。
本作において、米国のDisney+ではデジタルによる頭髪の追加、ぼかし、特定のシーンをトリミングすることでヌード描写を削除しているが、日本のDisney+（「スター」ブランド）では無修正となった。

## ストーリー
泳げない少年アランはある日、家族で訪れたケープ・コッドで船上から海を見つめ、なぜかそこに吸い寄せられるように飛びこんだ。そして、海の中で可愛らしい少女と遭遇し二人は一目で惹かれあうが、アランは大人たちに救助された。人魚の少女はそれを海から見つめ、船に戻ったアランは遠く離れた海の少女を見つめた。その後アランは、その時海の中で会った少女のことを幻覚だったのではないかと思うようになる。
それから20年後、ニューヨークで兄のフレディと共に青果会社を切り盛りする青年に成長したアランは、再び行った海で溺れかけ気を失い、人魚に助けられる。浜辺で目が覚めたアランは、そこに美しい裸体の女性と遭遇し、彼女にいきなりキスをされて一目惚れをするが、彼女は海に飛び込み消えていった。人魚はアランが海底に落した財布の身分証から、アランのいるマンハッタンを目指し、自由の女神像の前に到着する。全裸の彼女は警官らに捉えられ、彼女が所持していたアランの身分証で連絡を受けたアランは、急いで警察に赴き再び彼女と再会できた。
彼女は英語が話せず素性は不明だったが、彼女の熱烈な愛情を受け二人はすぐに愛し合った。ほどなく彼女はテレビを少し観ただけで英語をマスターし、本当の名前を発音するとブラウン管テレビが割れてしまうほどの奇声なので、仮の名前をマジソンとした。マジソンは限られた期間しかアランと過ごせないと言うが、アランはマジソンと結婚することを決意した。マジソンは自分が人魚であることをなかなか言い出せなかったが、アランのプロポーズを受けることにした。
ところが、海中で人魚を見た科学者によって、マジソンは彼に水をかけられてしまい、公衆の面前で人魚の下半身になってしまった。マジソンは直ちに人々に取り囲まれて研究所に囚われてしまった。まだマジソンの秘密を知らなかったアランは気が動転してしまう。アランも人魚ではないかと疑いをかけられ、水槽の中にいた。人魚のマジソンがそこに一緒に入れられたが、とまどうとっさにアランは人魚のマジソンを拒絶してしまった。人間だと判明したアランは街に帰されるが、アランの兄は、ありきたりの凡庸な幸福を夢見ていた弟の恋の心変わりを批判し、アランの正直なマジソンへの愛を気づかせた。
水槽の中で衰退していく人魚に同情した例の科学者は自分の行いを反省し、アラン兄弟と一緒にマジソンを研究所から救出した。軍人らの追手を逃れて岬までたどり着いたアランとマジソンだったが、彼らに追いつめられてもう逃げ場がなくなってしまう。アランはマジソンを海へ帰そうと考えた。マジソンは、20年前に少年のアランが海中で会った少女が自分であることを告白し、自分と一緒に海に行けば、アランも人魚と同じように生きられると教えた。アランはクリスマスだけは街に帰れるか聞くが、もう二度と人間のいる場所には戻れないとマジソンは言う。アランはマジソンと別れることにし、マジソンは追手に捕まる寸前で海に飛び込んだ。アランにさよならの手を振るマジソンを見つめていたアランは、彼女と海で暮す決心をして自分も海に飛び込む。二人は海中まで追ってくるダイバーらを逃れて、美しい海中を泳いでいった。

## キャスト
| 役名                       | 俳優                     | 日本語吹替                                                                  | 日本語吹替 |
| 役名                       | 俳優                     | フジテレビ版                                                                | Disney+版 |
| -------------------------- | ------------------------ | --------------------------------------------------------------------------- | --- |
| アラン・バウアー           | トム・ハンクス           | 三ツ矢雄二                                                                  | 内匠靖明 |
| マディソン                 | ダリル・ハンナ           | 美保純                                                                      | 清水理沙 |
| ウォルター・コーンブルース | ユージン・レヴィ         | 広川太一郎                                                                  | あべそういち |
| フレディ・バウアー         | ジョン・キャンディ       | 青野武                                                                      | 田中英樹 |
| スティムラー夫人           | ドディ・グッドマン       | 京田尚子                                                                    | |
| バイライト                 | シェッキー・グリーン     | 村松康雄                                                                    | |
| ロス博士                   | リチャード・B・シャル    | 飯塚昭三                                                                    | 浦山迅 |
| ジデル博士                 | ハワード・モリス         | 石井敏郎                                                                    | |
| ジェリー                   | ボビー・ディ・シッコ     | 喜多川拓郎                                                                  | |
| ドアマンのティム           | トニー・ディ・ベネデット | 江原正士                                                                    | |
| クロード                   | デヴィッド・ネル         | 田中亮一                                                                    | |
| ジュニア                   | ジェフ・ドーセット       | 戸谷公次                                                                    | |
| マニー                     | ジョー・グリファシ       |                                                                             | |
| マッカラー                 | ランス・ハワード         | 上田敏也                                                                    | |
| 不明 その他                | N/A                      | 浅井淑子 若本紀昭 朝戸鉄也 滝沢久美子 佐々木るん 山岡葉子 頓宮恭子 山下啓介 | 中西正樹 佐久間元輝 吉元里謹 土田ゆきな 大橋勇人 山下タイキ 星祐樹 林大地 梅村さえ 磯部恵子 竜門睦月 蒼谷和樹 藤井雄太 西岡璃南 |

- フジテレビ版：初回放送1987年5月16日『ゴールデン洋画劇場』

## スタッフ
- 原案：ブルース・ジェイ・フリードマン
- 監督：ロン・ハワード
- 製作総指揮：ジョン・トーマス・レノックス
- 製作：ブライアン・グレイザー
- 脚本：ローウェル・ガンツ、ババルー・マンデル、ブルース・J・フリードマン
- 編集：ダニエル・P・ハンリー、マイク・ヒル
- 撮影：ドン・ピーターマン
- 水中撮影：ジョーダン・クライン
- 音楽：リー・ホールドリッジ
- 衣装：メイ・ルース

日本語版
| -        | フジテレビ版       | Disney+版                                                    |
| -------- | ------------------ | ------------------------------------------------------------ |
| 演出     | 田島荘三           | 奥田啓人                                                     |
| 翻訳     | トランスグローバル | いずみつかさ                                                 |
| 調整     | 杉原日出弥         | 徳永兼一                                                     |
| スタジオ | 紀尾井町スタジオ   | スタジオ・エコー                                             |
| 担当     | N/A                | 村井亨子 大竹ひかる                                          |
| 制作     | トランスグローバル | スタジオ・エコー Disney Character Voices International, Inc. |

## 受賞・ノミネート
- 第57回アカデミー賞
  - ノミネート 脚本賞
- 第19回全米映画批評家協会賞
  - 受賞 脚本賞

## その他
- 当時アメリカでは、女児の名前に「マディソン」と名付けられるのは珍しかったが、この映画によって一般的なものとなった。この映画の中で、人魚は主人公に自分たちの言葉が通じなかったため、スクエアの名前であるマディソンを自ら呼び名として付けたという設定である[2] 。
- レストラン内でマディソンがロブスターを殻ごと手づかみで食べてしまうシーンでは、演じたダリル・ハンナが菜食主義者でロブスターが食べられないことから、マッシュポテト他野菜を用いた食材でロブスターの身を再現した。
- 1988年に続編のテレビ映画『スプラッシュ2（英語版）』（Splash, Too）が製作されたが、ドディ・グッドマン以外は映画と別のキャストとなっている。